# 허준 (1981년)
허준(許俊, 1981년 7월 20일 ~ )은 전 KBO 리그 NC 다이노스의 포수이다. 2014 시즌 후 무릎관절 수술대에 오르며 은퇴하였다. 현재는 휘문고등학교 야구부 코치이다.

## 아마추어 시절
덕수정보고 졸업 후 현대 유니콘스의 지명을 받은 뒤 연세대학교 체육교육학과(2001학번)로 진학하였다.

## 현대 유니콘스시절
연세대 체육교육학과(2001학번) 졸업 이후 현대에 입단하지만 2007년에 선수단이 넥센 히어로즈에 인수될 때까지는 2군에만 머물렀다.

## 넥센 히어로즈시절
오랫동안 2군 생활을 하다가 2009년부터 강귀태의 백업 포수로서 본격적으로 1군 무대를 밟는다. 그 이후로 많은 기회를 받지만 부상으로 기회를 살리지 못하고 2011년 허도환의 등장으로 1군 경기 출전 횟수가 점차 줄어들게 되었다. 2011년 11월 22일 2차 드래프트에서 NC 다이노스에 지명되어 팀 동료 조평호와 함께 NC 다이노스로 이적하게 된다.

## NC 다이노스시절
창단 멤버로 입단했으나, 기회를 얻지 못하고 2014년 시즌 후 방출되었다. 이후 마산고등학교 야구부 코치로 선임되었다.
2015년 7월에 백송고 코치로 옮겼다.

## 연봉
| 연도   | 연봉       | 인상율(%) | 비고 |
| ------ | ---------- | --------- | ---- |
| 2012년 | 3,600만 원 | 0         |      |
| 2013년 | 5,000만 원 | 38.9      |      |
| 2014년 | 4,000만 원 | -20       |      |

## 출신학교
- 서울미양초등학교
- 청량중학교
- 덕수정보산업고등학교
- 연세대학교 체육교육학과 01학번

## 에피소드
- 2013년 12월 8일 경상남도 창원시 창원컨벤션센터에서 신부 백수진과 1년 열애 끝에 결혼하였다.[3]